# Coleșeni, Alba
Coleșeni este un sat în comuna Bucium din județul Alba, Transilvania, România.